# سپتور
سپتور (به انگلیسی: Saptur) یک روستا در هند است که در تامیل نادو واقع شده‌است.